# Die Abenteuer eines Zehnmarkscheines
K 13 513. Die Abenteuer eines Zehnmarkscheines ist ein deutscher Stummfilm aus dem Jahr 1926. Der Film, der zu den herausragenden Werken der Neuen Sachlichkeit gehört, hatte am 28. Oktober 1926 Premiere. Er gilt als verschollen, derzeit ist keine Kopie mehr nachweisbar.

## Handlung
Anna hat gerade die erste Woche in ihrem Leben gearbeitet und erhält ihren ersten Wochenlohn: einen Zehnmarkschein mit der Registriernummer K 13513. Andreas markiert ihn mit einem Kreuz und Anna gibt ihn der Mutter, die ihn in ihrer Bibel versteckt. Annas Bruder Robert stiehlt der Mutter den Schein und kauft davon ein Messer, mit dem er zum Mörder wird. Die Mutter versucht sich daraufhin das Leben zu nehmen. Anna verliert ihre Arbeit, ihr Mobiliar soll zwangsversteigert werden. In ihrer Not wendet sie sich an den reichen Direktor Haniel, der mit seinen guten Taten jedoch eindeutige Hintergedanken verfolgt. Als Anna seine wahren Absichten durchschaut, flieht sie zu Andreas, der wiederum sein Fahrrad verkauft hat, um Annas Möbel zu ersteigern. Er hat beim Verkauf des Fahrrads ausgerechnet Annas Zehnmarkschein erhalten, ein Zeichen für die beiden, jetzt zusammen zu bleiben.

## Kritiken
- Rheinische Zeitung, 16. Oktober 1926: Lebendige Anschauung unserer Zeit ist die beste Lehre für bessere Zukunft. Berthold Viertel sei Dank für diesen Film lichtloser Gegenwart.
- Die Welt am Montag, 1. November 1926: Berthold Viertel leuchtet in das Grau des Alltags hinein und er hält es fest in sehr feiner, optischer Einstellung. Man spürt bei ihm überall die Liebe zum Werk, auch das Nebensächlichste charakteristisch zu gestalten…
- Siegfried Kracauer in der Frankfurter Zeitung, 5. Dezember 1926: Die Regie gibt eine Reihe erregender Bildausschnitte aus ungewohnten Perspektiven: Straßenbilder, symbolische Details. Ab und zu glückt ihr die Spiegelung des zerrissenen Lebens; so in der einen Bildfolge, die sämtliche Abenteuer des Geldscheins im Flug noch einmal durchjagt.